# ضمیر موصولی
ضمیر نسبی (به انگلیسی: Relative pronoun) ضمیری است که یک جمله نسبی را مشخص می‌کند. از این ضمیر برای متصل کردن اطلاعات تعدیل کننده به یک مرجع پیشین است. به‌عنوان مثال، کلمه که در جمله «این خانه ای است که جک ساخته‌است» یک ضمیر نسبی است که عبارت تعدیل کننده «جک ساخته» را به اسم مرجع خانه متصل می‌کند.